# Irminsul
Irminsul, fra gammelsaksisk med den antagede betydning "store/mægtige pille", var en form for søjle eller pille/stolpe som er dokumenteret som spillende en betydningsfuld rolle i germansk hedenskab for det saksiske folk. Den ældste krønike som beskriver en Irminsul refererer til det som en træstamme rejst i åben luft . Hensigten med en Irminsul og det underforståede med genstanden har været emne for adskillig faglig diskurs og spekulation i hundredvis af år.